# Bahnstrecke Gårdsjö–Mariestad
| Streckennummer: | VGJ                                        |                                              |                                              |
| Streckenlänge: | 39 km                                      |                                              |                                              |
| Spurweite: | 891 mm, ab 1961: 1435 mm                   |                                              |                                              |
| Streckengeschwindigkeit: | Bandel 552: (Gårdsjö)–(Håkantorp) 100 km/h |                                              |                                              |
| |                                            |                                              |                                              |
| \| \| \| Västra stambanan von Hallsberg \| \| \| \| 0,000 \| Gårdsjö \| Gårdsjö \| \| \| \| Västra stambanan nach Herrljunga \| \| \| \| 3,600 \| Nockerud \| Nockerud \| \| \| 8,730 \| Hova \| Hova \| \| \| 12,092 \| Fagerlid \| Fagerlid \| \| \| \| Bahnstrecke Torved–Gullspång von Gullspång \| \| \| \| 16,845 \| Torved (früher Bhf.) \| Torved (früher Bhf.) \| \| \| 21,024 \| Lyrestad \| Lyrestad \| \| \| \| Göta-Kanal \| \| \| \| 27,70 \| Tjos \| Tjos \| \| \| 30,640 \| Hasslerör (früher Bhf.) \| Hasslerör (früher Bhf.) \| \| \| 33,30 \| Hassle-Säby \| Hassle-Säby \| \| \| \| Mariestad hamnspåret[2] \| \| \| \| 39,045 \| Mariestad (1874) \| Mariestad (1874) \| \| \| \| Mariestad–Moholms Järnväg nach (1874) Moholm \| \| \| \| \| Bahnstrecke Mariestad–Gössäter nach Forshem \| \| \| \| \| \| \| \| Quellen: [3] \| \| \| \| |                                            |                                              |                                              |
| Strecke |                                            | Västra stambanan von Hallsberg               | Västra stambanan von Hallsberg               |
| Bahnhof | 0,000                                      | Gårdsjö                                      | Gårdsjö                                      |
| Abzweig geradeaus und nach links |                                            | Västra stambanan nach Herrljunga             | Västra stambanan nach Herrljunga             |
| ehemaliger Bahnhof | 3,600                                      | Nockerud                                     | Nockerud                                     |
| Bahnhof | 8,730                                      | Hova                                         | Hova                                         |
| ehemaliger Bahnhof | 12,092                                     | Fagerlid                                     | Fagerlid                                     |
| Abzweig geradeaus und ehemals von rechts |                                            | Bahnstrecke Torved–Gullspång von Gullspång   | Bahnstrecke Torved–Gullspång von Gullspång   |
| Haltepunkt / Haltestelle | 16,845                                     | Torved (früher Bhf.)                         | Torved (früher Bhf.)                         |
| Bahnhof | 21,024                                     | Lyrestad                                     | Lyrestad                                     |
| |                                            | Göta-Kanal                                   |                                              |
| ehemaliger Haltepunkt / Haltestelle | 27,70                                      | Tjos                                         | Tjos                                         |
| Haltepunkt / Haltestelle | 30,640                                     | Hasslerör (früher Bhf.)                      | Hasslerör (früher Bhf.)                      |
| ehemaliger Haltepunkt / Haltestelle | 33,30                                      | Hassle-Säby                                  | Hassle-Säby                                  |
| Abzweig geradeaus und ehemals von rechts |                                            | Mariestad hamnspåret                         | Mariestad hamnspåret                         |
| Bahnhof | 39,045                                     | Mariestad (1874)                             | Mariestad (1874)                             |
| Abzweig geradeaus und nach links |                                            | Mariestad–Moholms Järnväg nach (1874) Moholm | Mariestad–Moholms Järnväg nach (1874) Moholm |
| Strecke |                                            | Bahnstrecke Mariestad–Gössäter nach Forshem  | Bahnstrecke Mariestad–Gössäter nach Forshem  |
| |                                            |                                              |                                              |
| Quellen: |                                            |                                              |                                              |

Die Bahnstrecke Gårdsjö–Mariestad war eine 1910 von der Eisenbahngesellschaft Västergötland–Göteborgs järnvägsaktiebolag in Betrieb genommene schmalspurige Eisenbahnstrecke zwischen Mariestad und Gössäter in Skaraborgs län in Schweden. Sie war eine der wenigen Strecken, die VGJ selbst errichtete.
Sie ist ein Teil der Bahnstrecke Gårdsjö–Håkantorp in Västergötland, die seit der Namensreform der schwedischen Bahnstrecken durch Banverket 1990 Kinnekullebanan genannt wird.

## Geschichte
Vor der Jahrhundertwende zum 20. Jahrhundert entstand die Idee, die schmalspurigen Netze in Västergötland und Göteborgs och Bohus län zu verbinden, um das gesamte Netz aufzuwerten und das Hinterland der Stadt Göteborg zu erschließen. Dies hatte die Gründung der VGJ zur Folge, die einige Eisenbahnstrecken selbst errichtete und zahlreiche schmalspurige Inselnetze durch Anmietung oder Kauf verband. So konnten am 1. Januar 1900 die Bahnstrecke Göteborg–Skara und die Bahnstrecke Pedersbacke (Tumleberg)–Håkantorp für den öffentlichen Verkehr freigegeben werden.
Von Skara aus wurde die Strecke an den Vänern durch den Kauf der von der Skara–Kinnekulle–Vänerns Järnväg (SKWJ) errichteten Bahnstrecke Skara–Hönsäters hamn am 1. Januar 1904 verlängert.

## Kauf derMariestad–Kinnekulle Järnväg(MKJ)
Seit VGJ 1904 die SKWJ gekauft und in den eigenen Betriebsablauf integriert hatte, wurde als Nächstes an eine Zusammenlegung von VGJ und MKJ gedacht. Die Initiative dazu kam von K. G. Wallenius. Das Ziel war, Mariestad durch eine direkte Strecke unter gleicher Verwaltung von Göteborg aus über Skara zu erreichen.
Am 22. August 1908 wurde die Kaufurkunde unterzeichnet, mit der VGJ für 445.136 Kronen und 85 Öre MKJ erwarb. Die Strecke dieser Gesellschaft wurde völlig in den Betriebsablauf integriert. Damit war die Grundlage gegeben, dass VGJ eine Strecke von Mariestad über Torved nach Gårdsjö oder alternativ über Torved nach Gullspång errichten konnte. Mit dem Kaufvertrag wurde das gesamte Personal von MKJ übernommen. Das Rollmaterial wurde in das Nummernschema von VGJ integriert.

## Die Verlängerung nach Gårdsjö
Als 1905 die Pläne für eine Strecke Skara–Timmersdala–Mariestad diskutiert wurde, wurde über eine Verlängerung der VGJ von Mariestad über Lyrestad nach Gullspång gesprochen. VGJ beantragte in diesem Jahr eine Konzession für diese Strecke nach Gullspångs Station der Nora Bergslags Järnväg (NBJ). Die Konzession wurde am 28. September 1906 erteilt.

## Die Strecke Mariestad–Torved
In der zweiten Hälfte des Jahres 1907 wurde der Abschnitt Mariestad–Torved abgesteckt. Man war mittlerweile nicht mehr daran interessiert, die Strecke bis nach Gullspång zu bauen. Grund dafür war, dass NBJ eine Konzession für eine Normalspurstrecke zwischen Otterbäcken und Töreboda erhalten hatte. Diese wäre nahezu parallel zu der genehmigten Strecke Torved–Gullspång der VGJ verlaufen.

## Die Strecke Torved–Gårdsjö
Da die VGJ seit 1906 die Konzession für die Strecke Route Mariestad–Torved–Gullspång hatte, gab es eine Reihe von Interessenten einschließlich des Gouverneurs von Skaraborgs län, F. de Geer, die eine Konzession für die Strecke Gårdsjö–Torved beantragten. Zeichnungen und Kostenvoranschläge für diese Strecke waren bereits von dem Ingenieur J. A. Jonzon in Leksberg angefertigt worden. Nach Verhandlungen mit diesen Interessenten übernahm VGJ am 30. Oktober 1908 diese Konzession.

## Bau der Strecke Mariestad–Torved–Gårdsjö
Nun hatte VGJ die Konzession für die gesamte Strecke. Kapitän Nystrom errechnete in einem Kostenvoranschlag 1.125.000 Kronen für den Bau. Mit dem Ingenieur J. A. Jonzon als verantwortlichen Bauleiter begann die Arbeit Anfang 1908. Am Ende des Jahres waren von Mariestad aus beginnend 20,227 Kilometer trassiert und 11,070 Kilometer mit Schienen versehen. Die Schienen hatten ein Metergewicht von 17,4 kg und waren zuvor auf dem Streckenabschnitt nördlich von Göteborg im Einsatz. Dort hatte man diese zwischenzeitlich durch Schienen mit einem Metergewicht von 25 kg ersetzt. Am 1. Januar 1910 wurde die 39 Kilometer lange Strecke für den öffentlichen Verkehr freigegeben.
Der Bahnhof in Gårdsjö wurde von VGJ finanziert und später von Statens Järnvägar mit benutzt. Der Götakanal wurde bei Lyrestad nördlich von Mariestad mit einer Drehbrücke überquert.
J. A. Andersson begann mit dem Bau am 29. September 1915. Die Zeichnungen wurden von Nyström gefertigt und die Kosten auf 610.000 Kronen geschätzt. Am 1. Januar 1917 wurde die Strecke für den öffentlichen Verkehr in Betrieb genommen.

## Verstaatlichung
Die Strecke wurde 1948 im Rahmen der allgemeinen Eisenbahnverstaatlichung wie andere Schmalspurstrecken in Skaraborgs län von Statens Järnvägar übernommen, in deren Netz und Organisation integriert. Der Umbau auf Normalspur erfolgte 1961.